# آشر كلارك
آشر كلارك (بالإنجليزية: Asher Clark)‏ هو لاعب كرة قدم أمريكية أمريكي، ولد في 11 فبراير 1990 في لورينسفيل في الولايات المتحدة.